# Estagnação econômica
Estagnação econômica  refere-se a uma situação em que o produto nacional (ou produto per capita) não mantém um nível de crescimento compatível com o potencial econômico de um país, durante um período prolongado, no qual o lento crescimento econômico (tradicionalmente medido em termos de crescimento do PIB) é  geralmente acompanhado de alto desemprego de fatores.
Uma demanda global deficiente pode gerar esse quadro de estagnação numa economia que tenha grande capacidade de crescimento. Pode ocorrer, também, que, mesmo com pleno emprego dos recursos disponíveis, o índice de crescimento do produto permaneça igual ou inferior ao índice de crescimento demográfico. Segundo os economistas keynesianos, a tendência à estagnação é uma das características inerentes ao capitalismo e, para combater essa tendência, o Estado deve intervir na economia,  controlando a taxa de juros e incentivando  novos investimentos para estimular o  crescimento da produção nacional.
As teorias sobre estagnação econômica surgiram durante a  Grande Depressão e são associadas aos primórdios da  economia keynesiana e ao  professor Alvin Hansen, da  Universidade Harvard, que, em 1938, introduziu a ideia de "estagnação secular".